# ニューマン投影式

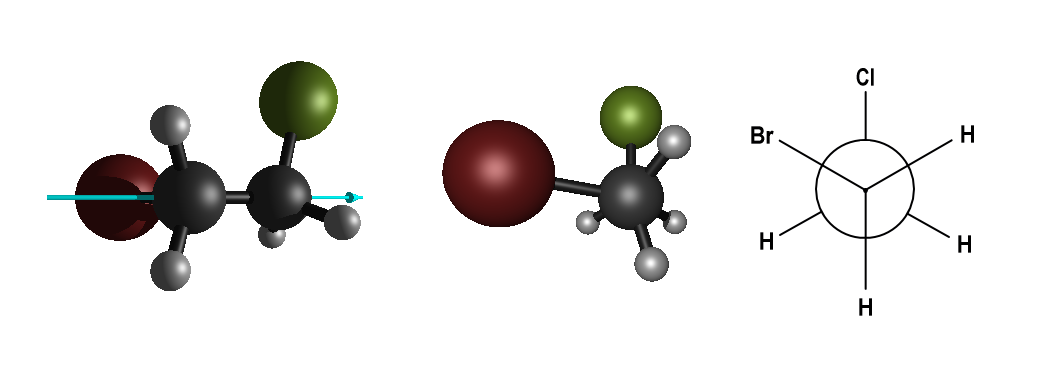
ゴーシュ配座の1-ブロモ-2-クロロエタンのBall&Stickモデル（図左、中）とNewman投影式（図右）

ニューマン投影式（ニューマンとうえいしき、英: Newman projection）は特定の化学結合、すなわち1つの結合とその両端の原子の側鎖についての立体配座を表現するための構造式である。
1955年にメルヴィン・ニューマンによって分子の立体配置、立体配座を表現する方法として提案された。特にエクリプス配座、ゴーシュ配座、アンチ配座といった単結合についての立体配座を表現したいときに用いられる。
ニューマン投影式は、以下のように構築される。
1. 注目している結合の結合軸の方向から分子を見て投影する。
2. 注目している結合を構成しているうち奥側にある原子を円で、手前側にある原子を円の中心の点で表現する。
3. 注目している結合を構成している手前側の原子から出ている結合は円の中心から出る直線で描く。
4. 注目している結合を構成している奥側の原子から出ている結合は円周から出る直線で描く。